# أنيت بيترز
أنيت بيترز (بالإنجليزية: Annette Peters) هي عداءة المسافات الطويلة أمريكية، ولدت في 31 مايو 1965 في رينو في الولايات المتحدة.

## وصلات خارجية
- أنيت بيترز على موقع الاتحاد الدولي لألعاب القوى (الإنجليزية)
- أنيت بيترز على موقع اللجنة الأولمبية الدولية (الإنجليزية)
- أنيت بيترز على موقع أوليمبيديا (الإنجليزية)